# Drosanthemum framesii
Drosanthemum framesii är en isörtsväxtart som beskrevs av L. Bol. Drosanthemum framesii ingår i släktet Drosanthemum och familjen isörtsväxter. Inga underarter finns listade i Catalogue of Life.